# Robāţ-e Namakī
Robāţ-e Namakī (persiska: رُباط, رباط نمکی) är en ort i Iran.   Den ligger i provinsen Lorestan, i den västra delen av landet, 400 km sydväst om huvudstaden Teheran. Robāţ-e Namakī ligger 1 311 meter över havet och antalet invånare är 606.
Terrängen runt Robāţ-e Namakī är varierad. Robāţ-e Namakī ligger nere i en dal.Runt Robāţ-e Namakī är det ganska tätbefolkat, med 72 invånare per kvadratkilometer. Närmaste större samhälle är Khorramābād, 14,3 km söder om Robāţ-e Namakī. Omgivningarna runt Robāţ-e Namakī är i huvudsak ett öppet busklandskap.